# SACEUR
SACEUR, Supreme Allied Commander Europe, er chef for Allied Command Europe, siden 2003 Allied Command Operations og som sådan NATOs militære øverstbefalende i Europa. Posten har siden sin oprettelse været besat af amerikanske generaler eller admiraler.

## Liste over indehavere
|     | Navn                                     | Værn              | Fra               | Til               |
| --- | ---------------------------------------- | ----------------- | ----------------- | ----------------- |
| 1.  | General of the Army Dwight D. Eisenhower | U.S. Army         | 2. april 1951     | 30. maj 1952      |
| 2.  | General Matthew Ridgway                  | U.S. Army         | 30. maj 1952      | 11. juli 1953     |
| 3.  | General Alfred Gruenther                 | U.S. Army         | 11. juli 1953     | 20. november 1956 |
| 4.  | General Lauris Norstad                   | U.S. Air Force    | 20. november 1956 | 1. januar 1963    |
| 5.  | General Lyman Lemnitzer                  | U.S. Army         | 1. januar 1963    | 1. juli 1969      |
| 6.  | General Andrew Goodpaster                | U.S. Army         | 1. juli 1969      | 15. december 1974 |
| 7.  | General Alexander Haig                   | U.S. Army         | 15. december 1974 | 1. juli 1979      |
| 8.  | General Bernard W. Rogers                | U.S. Army         | 1. juli 1979      | 26. juni 1987     |
| 9.  | General John Galvin                      | U.S. Army         | 26. juni 1987     | 23. juni 1992     |
| 10. | General John Shalikashvili               | U.S. Army         | 23. juni 1992     | 22. oktober 1993  |
| 11. | General George Joulwan                   | U.S. Army         | 22. oktober 1993  | 11. juli 1997     |
| 12. | General Wesley Clark                     | U.S. Army         | 11. juli 1997     | 3. maj 2000       |
| 13. | General Joseph Ralston                   | U.S. Air Force    | 3. maj 2000       | 17. januar 2003   |
| 14. | General James L. Jones                   | U.S. Marine Corps | 17. januar 2003   | 7. december 2006  |
| 15. | General Bantz J. Craddock                | U.S. Army         | 7. december 2006  | 2. Juli 2009      |
| 16. | Admiral James G. Stavridis               | U.S. Navy         | 2. juli 2009      | 13. maj 2013      |
| 17. | General Philip M. Breedlove              | U.S. Air Force    | 13. maj 2013      | 4. maj 2016       |